# Graford
Graford är en ort i Palo Pinto County i Texas. Vid 2010 års folkräkning hade Graford 584 invånare.